# Brulange
Brulange település Franciaországban, Moselle megyében. Lakosainak száma 99 fő (2022. január 1.). Brulange Arraincourt, Destry, Lesse, Marthille, Suisse, Thicourt és Thonville községekkel határos.

## Népesség
A település népességének változása:
| Lakosok száma | 140  | 320  | 92   | 111  | 106  | 104  | 100  | 96   | 98   | 99   |
|               | 1968 | 1982 | 1990 | 2006 | 2013 | 2015 | 2017 | 2019 | 2020 | 2022 |